# Giorgio Rodano
Giorgio Rodano (Roma, 9 maggio 1946) è un economista italiano.

## Biografia
Figlio di Franco Rodano e di sua moglie Maria Lisa Cinciari, nel 1971 si è laureato cum laude in Economia e Commercio presso l'Università di Urbino (sede di Ancona).
Dopo la laurea è stato prima borsista CNR, poi contrattista e, dal luglio 1980, ricercatore confermato presso l'Istituto di Economia (poi dipartimento di Scienze Economiche) della facoltà di Scienze statistiche, demografiche e attuariali dell'Università di Roma "La Sapienza". Nel 1987 è risultato vincitore del concorso per professore di ruolo di prima fascia.
Come professore straordinario ha tenuto per un triennio, a partire dall'anno accademico 1987-88, l'insegnamento di Economia politica presso la facoltà di Giurisprudenza dell'Università di Catania. Nel 1991 è stato nominato professore ordinario. Dall'anno accademico 1990-91 al 1996-97 è stato in ruolo presso l'Università di Urbino come titolare dell'insegnamento di Economia politica I presso la facoltà di Economia e Commercio.
Dal primo novembre 1997 si è trasferito presso la Facoltà di Scienze Politiche dell'Università di Roma "La Sapienza", dove è stato titolare dell'insegnamento di Economia Politica e ha l'affidamento dell'insegnamento di Politica Monetaria.
Dal 2009 è titolare degli insegnamenti di Istituzioni di Economia e di Macroeconomia presso il Corso di Laurea di Ingegneria gestionale della Facoltà di Ingegneria dell'informazione dell'università "Sapienza" di Roma.
È socio della Società Italiana degli economisti e della American Economic Association. È consulente scientifico per i libri di economia per le case editrici Laterza e Carocci.
È fratello di Giulia Rodano, assessore alla Regione Lazio dal 2006 al 2010.